# فرائد السمطین (کتاب)
فرائد السمطین (انگلیسی: Fara'id al-Simtayn)، مجموعه ای از حدیث توسط عالم (اسلام) ابراهیم بن محمد بن هیماوی الجوینی است که در سال ۱۳۲۲ (۷۲۲ سال قمری) درگذشت. او در سال ۱۲۴۶ (۶۴۴ هجری قمری) به دنیا آمد.